# Deutsche Jägerschaft

"Deutsche Jägerschafts" flagga.

Reichsbund Deutsche Jägerschaft var det officiella jägarförbundet med obligatoriskt medlemskap i Nazityskland 1934-1945.

## Tillkomst
"Deutsche Jägerschaft" bildades genom riksjaktlagen 1934. Alla tidigare förefintliga jakt- och jägarorganisationer måste före 15 maj upplösa sig och dess medelemmar måste ansluta sig till det nya jägarförbundet.

## Uppdrag

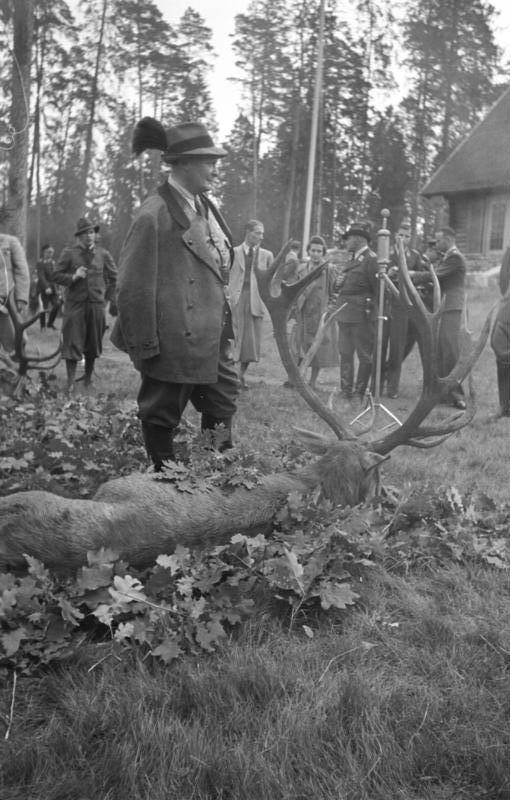
Riksjägmästaren Hermann Göring med jaktbyte hösten 1939.

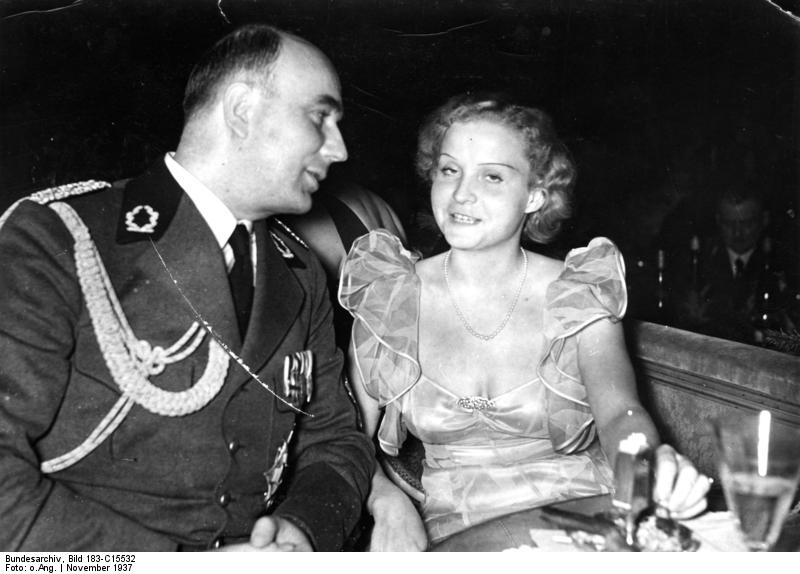
Arthur Greiser i Deutsche Jägerschafts uniform.

- Uppfostra jägarkåren till utövare av en etisk jaktkultur.[1]
- Bevara viltbeståndet oförändrat för framtida generationer.[1]
- Judar var uteslutna från medlemskap även om de ägde jaktmarker.[2]

## Organisation
"Deutsche Jägerschaft" var en offentligrättslig korporation där alla jaktkortslösare var obligatoriska medlemmar. Medlemmarna var för sin jaktutövning underställda "Deutsche Jägerschafts" egen jurisdiktion genom hedersdomstolar.  "Deutsche Jägerschaft" leddes av riksjägmästaren Hermann Göring och styrdes enligt "führerprincipen". Några valda förtroendemän fanns därför inte utan alla befattningshavare utnämndes av närmast högre chef. Görings ställföreträdare och ledare för det dagliga arbetet var Walter von Keudell. Kanslichef var överstejägmästaren Ulrich Scherping.
"Deutsche Jägerschaft" var organiserad i ett antal "Jagdgau" under gaujägmästare. I vissa länder fanns en landsjägmästare under vilken gaujägmästarna lydde. Varje "jagdgau" bestod av ett antal jaktkretsar under en kretsjägmästare. I varje jaktkrets fanns ett antal "hegeringen" (jaktvårdsområden) under en "hegeringsleiter" (jaktvårdsledare). Thüringen utgjorde eхempelvis ett "jagdgau" om 15 jaktkretsar. Dessa var statliga jaktvårdsmyndigheter.
Under "Deutsche Jägerschaft" lydde vidare "Institut für Jagdkunde" (jaktforskningsinstitutet) och "Deutsche Versuchsanstalt für Handfeuerwaffen" (försöksanstalten för handeldvapen).

## Funktionärer
- Reichsjägermeister Göring
- Oberstjägermeister Ulrich Scherping
- Landesjägermeister, Preussen (Göring), Baden, Bayern (Ritter von Epp), Hessen (Sprenger), Württemberg
- Stabsjägermeister, Ostmark
- Gaujägermeister
- Kreisjägermeister
- Hegeringsleiter

Källa:

## Effekter
Med riksjaktlagen och "Deutsche Jägerschaft" infördes jägarexamen, hedersdomstolar och viltvårdsplanering vilket ledde till ett mycket förbättrat viltbestånd. Två månader efter Österrikes befrielse 1945 återinfördes därför riksjaktlagen, som gällt i Österrike sedan anschluss 1938, i tillämpliga delar som österrikisk jaktlagstiftning.

## Avveckling
Segrarmakterna upplöste "Deutsche Jägerschaft" den 12 oktober 1945 och dess fasta och lösa egendom beslagtogs.